# AG Märkische Kleinbahn

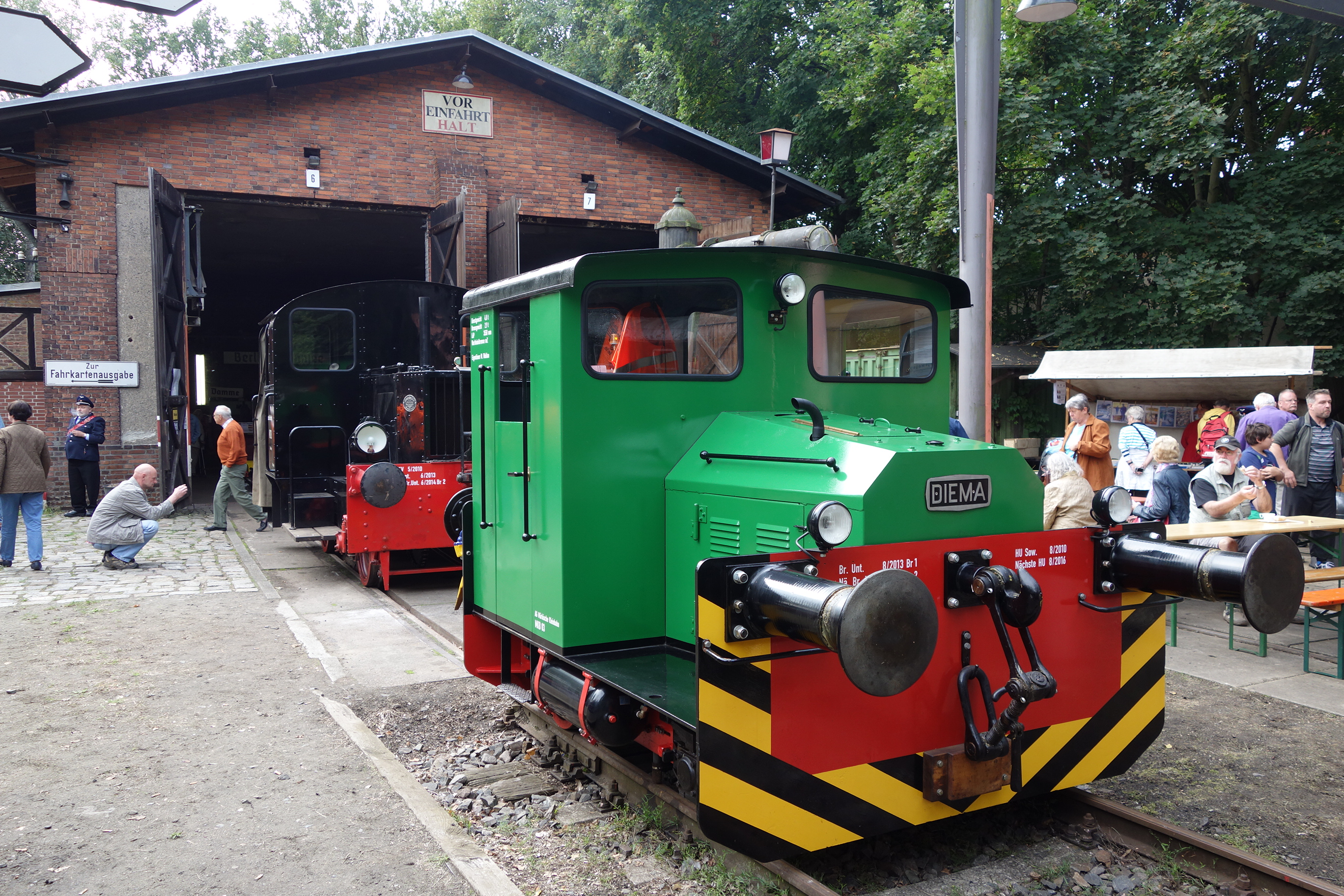
Historische Lokomotiven vor dem Lokschuppen der AG Märkische Kleinbahn

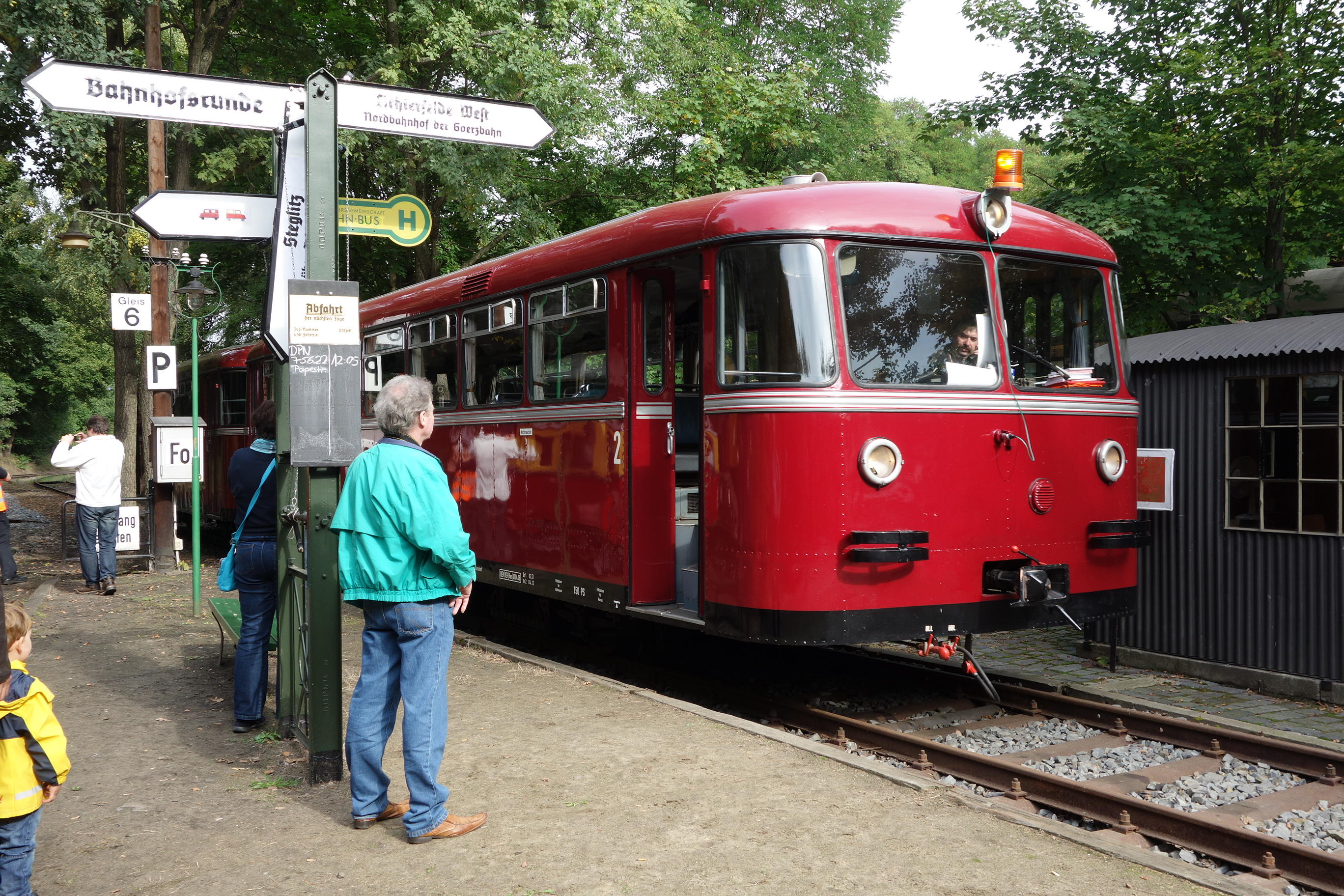
Uerdinger Schienenbus zu Gast am Museumsbahnsteig

Die AG Märkische Kleinbahn e.V. in Berlin (MKB, gegründet 1981, rechtsfähiger Verein seit 1982) hat es sich zur Aufgabe gemacht, neben historischen Eisenbahnfahrzeugen auch andere Gegenstände aus der Eisenbahntechnik (zum Beispiel Signalwesen, Fernmelde- sowie Leit- und Sicherungstechnik) betriebsfähig oder museal zu erhalten und diese der Allgemeinheit zugänglich zu machen. Betriebsmittelpunkt ist der Lokschuppen in Schönow, ganz im Süden des Berliner Bezirks Steglitz-Zehlendorf.

## Fahrzeuge und andere Exponate
Die Fahrzeuge und Anlagen der MKB und die sonstigen Exponate werden von den Vereinsmitgliedern in Freizeitarbeit instand gehalten. Soweit die Zulassung für den Eisenbahnbetrieb erforderlich ist, erfolgen die gesetzlich vorgeschriebenen Abnahmen durch die Landeseisenbahnaufsicht.
Betriebsfähige Regel- und Nebenfahrzeuge mit eigenem Antrieb sind:
- MKB 01 – Kleinlokomotive Kö 0128, Dieselmotor 25 PS,
- MKB 03 – Kleinlokomotive DIEMA DVL 15/1, Dieselmotor 16 PS,
- MKB 51 – Rottenkraftwagen ex DB Klv 51-9005, Dieselmotor 75 PS,
- MKB 52 – Motordraisine ex Siemens-Güterbahn (Bauart Klv 12), Benzinmotor 26 PS,
- MKB 53 – Handhebeldraisine ex TCDD, Betrieb durch Muskelkraft,
- MKB 55 – Motordraisine ex MÁV, Benzinmotor 14 PS.

Dazu kommen (teils noch in Aufarbeitung) verschiedene Güterwagen, ein Behelfspersonenwagen preußischer Bauart und ein Bahnpostwagen (abgestellt).
Eine Fahrkartenausgabe nach historischem Vorbild nebst Fahrkartendruckerei sowie das Lehrstellwerk „Frohnau“ und der Signalgarten der MKB beleuchten die Hintergründe des Eisenbahnbetriebs, welche der Allgemeinheit sonst eher verborgen bleiben.

## Betrieb und Öffentlichkeitsarbeit
Die MKB ist Mitbenutzerin mit eigener Betriebsführung auf den Anlagen der ehemaligen Zehlendorfer Eisenbahn, jetzt RBH Logistics/Goerzbahn. Zugfahrten im eigentlichen Sinne werden bei der MKB nicht durchgeführt, der Betrieb beschränkt sich auf Rangierfahrten. Gleichwohl haben Besucher des Betriebsgeländes die Möglichkeit, auf den Fahrzeugen mitzufahren. Jedes Jahr an einem Wochenende im September werden die Aktivitäten und Fortschritte der Vereinsarbeit beim „Tag der offenen Tür“ der Allgemeinheit vorgestellt.